# Reinaldo Arenas

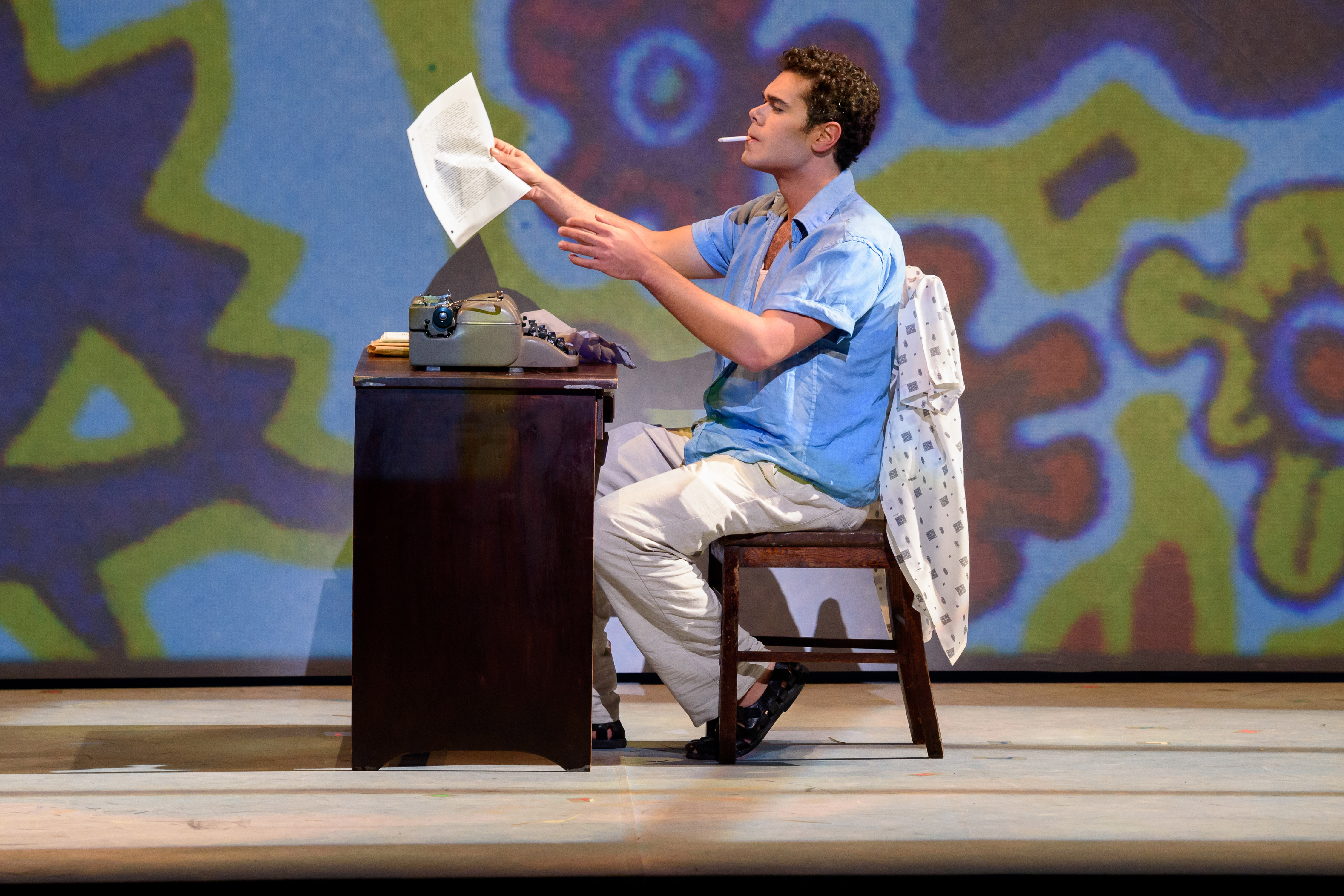
Elliot Madore als Reinaldo Arenas in „Before Night Falls“, Florida Grand Opera

Reinaldo Arenas Fuentes (* 16. Juli 1943 in Holguín, Kuba; † 7. Dezember 1990 in New York) war ein kubanischer Schriftsteller und Dissident.

## Leben
Nachdem Reinaldo Arenas sich anfänglich für die Kubanische Revolution begeistert hatte, stand er dem Regime seit Beginn der 70er Jahre zunehmend kritisch gegenüber. Sein Debütroman von 1967, Celestino antes del alba, blieb sein einziges in Kuba veröffentlichtes Buch, seither ist der Autor in seiner Heimat verboten. Als Vorwand hierzu diente der Vorwurf der Pornografie, jedoch missfielen die Werke dem Regime vor allem aufgrund der in ihnen ausgedrückten nonkonformistischen Grundhaltung. Arenas' Romane El palacio de las blanquísimas mofadas und El mundo alucinante wurden aus Kuba hinausgeschmuggelt und erschienen im Ausland.
Zudem lebte Arenas offen schwul und geriet damit immer mehr ins Fadenkreuz von Polizei und Staatssicherheit. 1973 wurde er verhaftet und kam nach einer konstruierten Anklage für zwei Jahre in Gefängnis und Arbeitslager. Anschließend lebte er auf der Straße, unternahm mehrere Suizid- und Fluchtversuche, lebte wochenlang versteckt auf einem Baum in einem Park von Havanna, wandte sich von dort aus an die internationale Öffentlichkeit, wurde wiederum verhaftet, von der Staatssicherheit in Einzelhaft genommen, verhört und schwer drangsaliert. Wiederholt setzte sich Amnesty International für ihn ein.
1980 gelang ihm die Ausreise im Chaos des Massenexodus über den Hafen Mariel, als Fidel Castro rund 125.000 Menschen, unter anderem Homosexuelle, in die USA emigrieren ließ. Nach einem Aufenthalt in Miami ließ sich Arenas in New York City nieder, wo er die Erfahrungen von Haft und Verfolgung literarisch-publizistisch verarbeitete, verlorengegangene Manuskripte neu schrieb oder ältere Werke bearbeitete und zur Publikation vorbereitete. An der Princeton University, die heute seinen literarischen Nachlass hütet, unterrichtete er lateinamerikanische Literaturgeschichte. Mehr denn je engagierte er sich gegen die Diktatur in seiner Heimat. Schon von einer 1987 diagnostizierten HIV-Infektion gezeichnet, nahm er eine Einladung des TV-Moderators Bernard Pivot an, um am 6. Juni 1988 in Paris in der Literatursendung Apostrophes aufzutreten.
Im Oktober 1988 verfasste er einen Offenen Brief an Fidel Castro, in dem er diesen aufforderte, dem Beispiel des chilenischen Diktators Pinochet zu folgen und sich nach dreißig Jahren Alleinherrschaft einem Plebiszit zu stellen. Dieser Carta de Paris schlossen sich in kurzer Zeit Hunderte Kubaner auf der Insel und im Exil an. Zu den Erstunterzeichnern gehörten sechs Nobelpreisträger und weit über 100 weitere prominente Künstler und Intellektuelle aus aller Welt, darunter Saul Bellow, Joseph Brodsky, Jacques Derrida, José Donoso, Allen Ginsberg, Juan Goytisolo, Eugène Ionesco, Jacek Kuron, David Lynch, Louis Malle, Czeslaw Milosz, Yves Montand, Octavio Paz, Carlos Semprún, Philipe Solers und Susan Sontag. Die Unterschrift deutscher Intellektueller ist in dem dazu erschienenen Buch nicht belegt.
Bis zuletzt arbeitete Arenas an seinem autobiografischen Roman Antes que anochezca (Bevor es Nacht wird), der in zahlreiche Sprachen übersetzt und von Julian Schnabel mit den Hauptdarstellern Javier Bardem und Johnny Depp unter dem Titel Before Night Falls verfilmt wurde. Im Dezember 1990 nahm sich Arenas in der Endphase von AIDS das Leben.

## Werk
Der Stil seiner Werke ist vielfältig, beeinflusst sowohl vom Neobarroco José Lezama Limas, als auch vom Werk dessen entschiedenen literarischen Widersachers Virgilio Piñera (wobei die in Before Night Falls dargestellte Freundschaft zwischen den beiden künstlerische Fiktion ist). Arenas gilt als wichtiger Vertreter postmoderner Literatur. Außer Romanen und Erzählungen verfasste er Gedichte, Essays und Theaterstücke. Zahlreiche seiner Werke erschienen in Ländern Lateinamerikas als Raubdruck unter dem falsch geschriebenen Autorennamen Reynaldo Arenas, was den auch im Exil arm gebliebenen Arenas um für seine medizinische Behandlung dringend benötigte Einkünfte brachte.
Während das Werk Reinaldo Arenas' in Frankreich und Spanien zum literarischen Kanon gehört, wurde die Rezeption seiner anspruchsvollen Werke in Deutschland durch die Solidarität vieler Intellektueller mit dem Castro-Regime lange Zeit hintertrieben. Zudem war er für die Großverlage nicht profitabel genug, ein Grund, der schwerer wog, als dass der Autor tot und nicht in den Medien zu präsentieren war. Seine Autobiografie dagegen behauptet sich dauerhaft am Markt, da die Verfilmung regelmäßig vom öffentlich-rechtlichen Fernsehen ausgestrahlt wird.

## Werke

### Romane
- 1967 Celestino antes del alba (La Habana: Unión); 1982 Neuausgabe unter dem Titel Cantando en el pozo (Barcelona: Argos Vergara); 2000 Neuauflage unter altem Titel (Barcelona: Tusquets Editores); 2002 Neuauflage (Barcelona: Tusquets, in der Reihe Fábula)
- 1969 El mundo alucinante. Una novela de aventura (México: Diógenes); 1997 Neuauflage (Barcelona: Tusquets); 2001 Neuauflage (Barcelona: Tusquets, in der Reihe Fábula); 2008 Neuauflage (Madrid: Cátedra)
  - deutsch: Wahnwitzige Welt. Ein Abenteuerroman, a. d. Span. v. Monika López. Frankfurt a. M.: Suhrkamp 1982 und 1987; E-Book: Berlin: Edition diá 2013, ISBN 978-3-86034-530-6 (Epub), ISBN 978-3-86034-630-3 (Mobi)
- 1980 El palacio de las blanquísimas mofetas (Caracas: Monte Avila); 2001 Neuauflage (Barcelona: Tusquets); 2010 Neuauflage (Barcelona: Tusquets, in der Reihe Fábula)
  - deutsch: Der Palast der blütenweißen Stinktiere, a. d. Span. von Monika López. Darmstadt/Neuwied: Luchterhand 1977 und 1985; E-Book: Berlin: Edition diá 2013, ISBN 978-3-86034-529-0 (Epub), ISBN 978-3-86034-629-7 (Mobi)
- 1980 La vieja Rosa (Caracas: Cruz del Sur)
  - deutsch: Die alte Rosa, in: Rosa. Roman in zwei Erzählungen, a. d. kuban. Span. v. Klaus Laabs. Berlin: Edition diá 1992, ISBN 978-3-86034-146-9; E-Book: Edition diá 2013, ISBN 978-3-86034-520-7 (Epub), ISBN 978-3-86034-620-4 (Mobi)
- 1982 Otra vez el mar (Barcelona: Argos Vergara); 2002 Neuauflage (Barcelona: Tusquets)
- 1984 Arturo, la estrella más brillante (Barcelona: Montesinos)
  - deutsch: Arturo, der hellste Stern, in: Rosa. Roman in zwei Erzählungen, a. d. kuban. Span. v. Klaus Laabs. Berlin: Edition diá 1992, ISBN 978-3-86034-146-9; E-Book: Edition diá 2013, ISBN 978-3-86034-520-7 (Epub), ISBN 978-3-86034-620-4 (Mobi)
- 1987 La Loma del Angel (Miami: Mariel Press)
  - deutsch: Engelsberg, a. d. kuban. Span. v. Klaus Laabs. Zürich: Ammann Verlag 2006; E-Book: Berlin: Edition diá 2013, ISBN 978-3-86034-528-3 (Epub), ISBN 978-3-86034-628-0 (Mobi)
- 1989 El portero (Málaga: Dador); 2004 Neuauflage (Barcelona: Tusquets); 2006 Neuauflage (Barcelona: Tusquets, in der Reihe Fábula)
- 1990 Viaje a La Habana. Novela en tres viajes (Madrid: Mondadori España)
  - deutsch: Reise nach Havanna. Roman in drei Reisen, a. d. kuban. Span. v. Klaus Laabs. Berlin: Edition diá 1994, ISBN 978-3-86034-315-9; München: Deutscher Taschenbuch Verlag 1999; E-Book: Edition diá 2013, ISBN 978-3-86034-519-1 (Epub), ISBN 978-3-86034-619-8 (Mobi)
- 1991 El asalto (Miami: Ediciones Universal); 2003 Neuauflage (Barcelona: Tusquets)
- 1991 El color del verano (Miami: Ediciones Universal); 1999 Neuauflage (Barcelona: Tusquets); 2010 Neuauflage (Barcelona: Tusquets, in der Reihe Fábula)

### Erzählungen
- 1972 Con los ojos cerrados (Montevideo: Arca); 1981 erweiterte Neuausgabe unter dem Titel Termina el desfile (Barcelona: Seix Barral)
  - daraus auf Deutsch: Wie ich zuhaus einmarschiert bin, übers. v. Karl August Horst u. Gert Loschütz. In: Peter Schultze-Kraft (Hrsg.): Wie ich zuhaus einmarschiert bin. Kubanische Erzählungen. Frankfurt a. M.: Fischer Taschenbuch Verlag 1973; und in weiteren Anthologien
  - Der Sohn und die Mutter, übers. v. Maria Bamberg. In: José Miguel Oviedo (Hrsg.): Lateinamerika. Gedichte und Erzählungen 1930–1980. Frankfurt a. M.: Suhrkamp Taschenbuch Verlag 1982
  - Wie ich zu Hause ausmarschiert bin, übers. v. Heide Mahler-Knirsch. In: Ota Filip u. Egon Larsen (Hrsg.): Die zerbrochene Feder. Schriftsteller im Exil. Thienemanns, Stuttgart 1984
  - Mit geschlossenen Augen, übers. v. Monika López. In: Wolfgang Eitel (Hrsg.): Das Lied des Feuers. Lateinamerikanisches Lesebuch. Piper, München 1988
  - Im Schatten der Tamarinde, übers. v. Isabel Alcántara. In: Marco Alcántara (Hrsg.): Cuentos hispanocamericanos: Cuba / Erzählungen aus Cuba (zweisprachig). Deutscher Taschenbuch Verlag, München 2000, ISBN 978-3-423-09395-8
- 1996 Adiós a mamá (Barcelona: Tusquets); 2006 Neuausgabe, enthält auch Termina el desfile (Barcelona: Tusquets)
  - Auf Deutsch (Erstveröff.): Ende einer Geschichte, übers. v. José Antonio Friedl Zapata. In: José Antonio Friedl Zapata (Hrsg.): Ein neuer Name, ein fremdes Gesicht. 26 Erzählungen aus Lateinamerika. Sammlung Luchterhand, 834. Neuwied 1987 u.ö. S. 338–357

### Gedichtsammlungen
- 1981 El central (Barcelona: Seix Barral)
- 1989 Voluntad de vivir manifestándose (Madrid: Betania)
  - daraus auf Deutsch: Zwei Vaterländer habe ich und Nachruf auf mich selbst, übers. v. Klaus Laabs. In: Thomas Brovot u. Peter B. Schumann (Hrsg.): Der Morgen ist die letzte Flucht. Kubanische Literatur zwischen den Zeiten. Berlin: Edition diá 1995
- 1990 Leprosorio (Madrid: Betania)

### Essays
- 1986 Necesidad de libertad. Mariel: testimonios de un intelectual disidente (México: Kosmos)
- 1990 Un plebiscito a Fidel Castro, zusammen mit Jorge Camacho (Madrid: Betania)

### Theater
- 1986 Persecución. Cinco piezas de teatro experimental (Miami: Ediciones Universal)

### Autobiografischer Roman
- 1992 Antes que anochezca (Barcelona: Tusquets); 1996 Neuauflage (Barcelona: Tusquets, in der Reihe Fábula); 2010 Neuauflage (Barcelona: Tusquets, in der Reihe Maxi)
  - deutsch: Bevor es Nacht wird, a. d. kub. Span. v. Thomas Brovot u. Klaus Laabs. Berlin: Edition diá 1993; München: Deutscher Taschenbuch Verlag 2002

Verfilmt von Julian Schnabel, USA, im Jahr 2000 unter dem Titel Before Night Falls mit Javier Bardem in der Hauptrolle und Johnny Depp in zwei Nebenrollen.
Teilweise als Oper Cuba Libre von Cong Su vertont mit Libretto von Daniel Call.

## Filme über Arenas
- Mauvaise conduite. Regie: Néstor Almendros, Orlando Jiménez-Leal, Paris: Les films du Losange 1983.
- Apostrophes. dir.: Bernard Pivot, Television française, 6. Juni 1984, Paris (im Internetarchiv verfügbar), Paris 1984.
- Arena: Havana. Regie: Jana Bokova, London: BBC 1990.
- Seres extravagantes. Regie: Manuel Zayas, Prod.: Malas compañía P. C. S. L. y Doce gatos S. L. Madrid (Interviews mit Reinaldo Arenas, Carlos Fuentes, Antón Arrufat, Tomás Fernández Robaina, Delfín Prats, Ingrid Gonzales, José Roberto Arenas, José Antonio Arenas, Oneida Fuentes), Madrid 2004.
- Dos Patrias: Cuba y la noche. Regie: Christian Liffers, www.dospatrias.com, 82 min, Verleih: Profun, Köln 2006 (Interviews über schwules Leben in Kuba mit Tomás Fernández Robaina u. a., von denen jeder zuvor einen Text von Arenas vorträgt)